# Michael Helding
Miguel Sidônio (sinonímia:Michael Helding, Michaelus Sidonius) (* Langenenslingen, Riedlingen, Sigmaringen, 1506 - † Viena, 30 de Setembro de 1561), foi bispo católico, erudito, escritor e humanista alemão.

## Biografia
Filho de um moleiro de origem humilde, matriculou-se no outono de 1525 na Universidade de Tübingen. Em 1527 recebeu o diploma de Bacharel e na noite de natal de 1528 o diploma de Magistério. Mais tarde tornou-se professor em Mogúncia, onde em 1531 ganhou o reitorado da escola da catedral de Mogúncia. Aqui entrou em contato com o humanismo, ao qual permaneceu sempre ligado. Após a sua ordenação, serviu ao Cardeal Alberto de Brandenburgo em 1522 na Catedral de Mogúncia.
Em 18 de Outubro de 1537 foi batizado e em 4 de Agosto de 1538 é nomeado bispo auxiliar de Mogúncia. Mais tarde tornou-se bispo titular de Sidon, cargo que ocupou de 6 de Fevereiro de 1538 até 16 de Abril de 1550. Em 1543 obteve seu diploma de Doutor em Teologia. Em 1540-1541, participou da Delegação Católica no Colóquio de Worms, em 1546 tomou parte do Colóquio de Regensburgo e do Concílio de Trento. Na Dieta de Augsburgo (1547-1548), teve papel relevante como co-autor do Ínterim de Augsburgo, o que resultou em ásperas críticas por parte de Matthias Flacius (1520-1575), Johannes Wigand (1525-1587)  e de outros protestantes.
Em 28 de Maio de 1549, recebeu uma nomeação do rei George III (1507-1553)  como sucessor do bispo protestante da diocese de Merseburgo. Havia dúvidas entre o candidato imperial e Julius von Pflug (1499-1564), candidato proposto por Maurício da Saxônia (1521-1553). Apesar do respaldo de Maurício, Sidonius foi o escolhido para o cargo em vacância. O papa só deu a confirmação em 16 de Abril de 1550, e o príncipe George III arrancou dele a promessa de que não faria alterações nos procedimentos religiosos anteriormente estabelecidos.
O príncipe George III permaneceu em Merseburgo para acompanhar o desenvolvimento da Igreja com relação ao novo bispo e quando este, passado o primeiro período de precaução, pareceu entrar em um processo onde procurava estabelecer a antiga autoridade, Maurício interveio e o obrigou a abster-se de qualquer ataque aberto à fé reformada. Helding tentou por meios amistosos conquistar o clero, e para isso estabeleceu sacerdotes católicos em sua catedral, introduziu o cerimonial católico e desde o púlpito da catedral pregou indiretamente contra a seita protestante. A ruptura entre Maurício e o Imperador e a súbita modificação dos assuntos públicos que se seguiram o convenceram da inutilidade de intentar a restauração da fé católica em sua cidade.
Em 1555, participou da Dieta de Augsburgo, e no outono de 1557 esteve presente na Conferência de Worms, onde, com o apoio de Pflug e de Petrus Canisius, encabeçou a disputa católica. Houve confusão entre as hostes protestantes onde exigiram dele uma declaração em relação à sua posição à doutrina de Calvino e Zwinglio com relação à Última Ceia, à justificação de Andreas Osiander, o Velho e sobre o livre-arbítrio e as obras obras. O último tópico do debate deu origem a uma violenta controvérsia entre os teólogos de Jena e os filipistas resultando na secessão da facção de Flacius e no fracasso da conferência, resultado que alegrou os católicos. Em 1558 Sidonius dirigiu, junto com Pflug, um memorial ao imperador, recomendando a concessão da comunhão em ambas as espécies e o matrimônio dos sacerdotes. Helding ocupa um lugar proeminente entre os pregadores católicos do século XVI.
Em 1561, Helding foi nomeado pelo Imperador Ferdinando I presidente do Tribunal do Conselho Áulico de Viena, morrendo em 30 de Setembro de 1561.
Sidonius é considerado um expoente católico de extrema relevância durante a época das Reformas e tentou usar a fala e a escrita em defesa da unidade da fé, tendo participado ativamente na transformação ocorrida da Igreja Católica. Ele permaneceu fiel à sua fé, mantendo-se porém, uma postura amigável em relação à reforma bem como foi tolerante com outras crenças.